# After the Party
After the Party is het vijfde studioalbum van de Amerikaanse punkband The Menzingers. Het album werd uitgegeven op 3 februari 2017 via het platenlabel Epitaph Records op cd en lp en werd over het algemeen goed ontvangen door recensenten. Het album heeft in totaal vier singles voortgebracht: "Lookers", "Bad Catholics", "Thick as Thieves" en "After the Party".
After the Party behaalde enkele binnen- en buitenlandse hitlijsten, waarvan onder andere de Amerikaanse Billboard 200. Het album bereikte de 67ste plaats op deze hitlijst.

## Nummers
1. "Tellin' Lies" - 4:00
2. "Thick as Thieves" - 3:15
3. "Lookers" - 3:37
4. "Midwestern States" - 3:27
5. "Charlie's Army" - 2:32
6. "House on Fire" - 3:38
7. "Black Mass" - 2:53
8. "Boy Blue" - 3:20
9. "Bad Catholics" - 2:52
10. "Your Wild Years" - 3:55
11. "The Bars" - 4:11
12. "After the Party" - 3:50
13. "Livin' Ain't Easy" - 3:26

## Band
- Tom May - gitaar, zang
- Joe Godino - drums
- Greg Barnett - gitaar, zang
- Eric Keen - basgitaar